# Каллендер, Эммануэль
Эммануэль Каллендер (англ. Emmanuel Callender, 10 мая 1984, Арока, Тринидад и Тобаго) — легкоатлет Тринидада и Тобаго, специализирующийся в беге на короткие дистанции. Участник трех Олимпийских игр.

## Биография
В 2008 году впервые выступил на Олимпиаде. В Пекине Каллендер в составе мужской сборной Тринидада и Тобаго занял второе место в эстафете 4×100 метров. Однако спустя восемь лет после дисквалификации ямайского спринтера Несты Картера за употребление допинга победившая в данной дисциплине сборная Ямайки была дисквалифицирована, а золото перешло к тринидадцам. Похожая история произошла с Каллендером на следующей Олимпиаде в Лондоне. Бегун вместе с другими представителями команды стал третьим эстафете 4×100 м и получил бронзу. В мае 2014 года выяснилось, что участник эстафетной сборной США 4×100 м Тайсон Гэй нарушил антидопинговые правила. МОК лишил сборную США серебряных наград, которые перешли Тринидаду и Тобаго.
В 2016 году на Олимпийских играх в Рио-де-Жанейро во время эстафеты 4×100 м был дисквалифицирован с партнерами по сборной.

## Достижения
Личный рекорд в беге на 100 метров — 10,05 (28 августа 2009 года, Цюрих, Швейцария), в беге на 200 метров — 20,40 (24 мая 2009 года, Белен, Бразилия), в беге на 400 метров — 48,47 (26 января 2008 года, Кингстон, Ямайка).